# 冯井镇
冯井镇，是中华人民共和国安徽省六安市霍邱县下辖的一个乡镇级行政单位。

## 行政区划
冯井镇下辖以下地区：
黄虎庙村、腰屋村、杭庙村、周楼村、八里庄村、马鞍山村、桃树园村、团山村、双圩村、蝎子山村、中军楼村和苏宋村。